# 阿谢尔 (谢尔省)
阿谢尔（法語：Achères，法語發音：[aʃɛʁ] ⓘ）是法国谢尔省的一个市镇，位于该省中北部，属于布尔日区。

## 地理
阿谢尔（47°16'42"N, 2°26'55"E）面积12.75 平方千米，位于法国中央-卢瓦尔河谷大区谢尔省，该省份为法国中部省份，北起卢瓦雷省，西接卢瓦-谢尔省和安德尔省，南至克勒兹省，东南接阿列省，东临涅夫勒省。
与阿谢尔接壤的市镇（或旧市镇、城区）包括：昂里什蒙、伊瓦勒普雷、梅讷图萨隆、梅里埃斯布瓦、康蒂伊、圣帕莱。

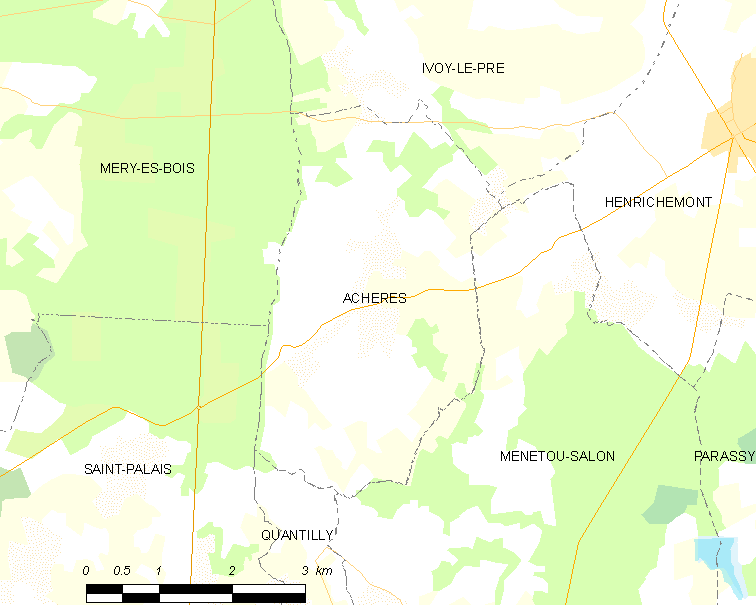
的OSM定位图

阿谢尔的时区为UTC+01:00、UTC+02:00（夏令时）。

## 行政
阿谢尔的邮政编码为18250，INSEE市镇编码为18001。

## 政治
阿谢尔所属的省级选区为圣马丹多克西尼县。

## 人口

1962-2008年间人口变化图示

阿谢尔于2022年1月1日时的人口数量为332人。